# Ануфриенко, Андрей Викторович
Андрей Викторович Ануфриенко (26 ноября 1970, Свердловск — 6 марта 2019, там же) — советский и российский конькобежец, выступал за национальные сборные СССР и России на всём протяжении 1990-х годов. Участник двух зимних Олимпийских игр, чемпион мира среди юниоров, призёр мировых и европейских первенств, многократный чемпион страны в разных конькобежных дисциплинах. На соревнованиях представлял спортивное общество «Урожай», клубы СКА и «Луч», мастер спорта СССР международного класса.

## Биография
Родился 26 ноября 1970 года в Свердловске.
Активно заниматься конькобежным спортом начал в возрасте четырнадцати лет, сначала проходил подготовку под руководством тренера Б. В. Фёдорова, позже в национальной сборной был подопечным О. Ф. Божьева, некоторое время тренировался у Р. М. Ахтямова и Б. Ф. Вашляева. Состоял в свердловском добровольном спортивном обществе «Урожай», был членом команды СКА-17, спортобщества Профсоюзов и спортивного клуба «Луч». Норматив мастера спорта выполнил в 1988 году.
Впервые заявил о себе на международной арене в сезоне 1989 года, когда побывал на чемпионате мира среди юниоров и привёз оттуда награду золотого достоинства — за это выдающееся достижение удостоен почётного звания «Мастер спорта СССР международного класса». Два года спустя на последнем чемпионате СССР в Ленинграде стал вторым в классическом многоборье, после чего выступил на чемпионате Европы в Сараево, где занял в общем зачёте четырнадцатое место.
В 1994 году Ануфриенко стал седьмым на чемпионате мира в Гётеборге (завоевал здесь серебряную медаль на дистанции 1500 метров) и девятым на чемпионате Европы. Благодаря череде удачных выступлений удостоился права защищать честь страны на зимних Олимпийских играх в Лиллехаммере — стартовал здесь на дистанциях 1500, 5000 и 10000 метров, заняв в этих дисциплинах пятое, одиннадцатое и двенадцатое места соответственно.
После Олимпиады Андрей Ануфриенко остался в основном составе конькобежной команды России и продолжил выступать на крупнейших международных соревнованиях. Так, в 1995 году на чемпионате России по классическому многоборью в Нижнем Новгороде он показал второй результат, уступив чуть более одного очка Вадиму Саютину, а затем принял участие в чемпионате мира в Базельга-ди-Пине, где в итоге оказался шестым. Кроме того, занял девятое место на европейском первенстве.
В 1996 году на всероссийском первенстве в Челябинске одержал победу на дистанции 500 метров, в то время как на мировом первенстве в немецком Инцелле был по сумме многоборья двенадцатым. В 1997 году добавил в послужной список золотую медаль, выигранную в пятисотметровом забеге на домашнем чемпионате России в Екатеринбурге. Будучи одним из лидеров российской национальной сборной, благополучно прошёл квалификацию на Олимпийские игры в Нагано — на сей раз выступал только в километровой и полуторакилометровой дисциплинах, став в них двадцать третьим и десятым соответственно.
Последний раз выступал на всероссийском уровне в сезоне 2001 года, но успеха уже не имел, на чемпионате страны в Челябинске занял восьмое место на 500 метрах и двадцатое место на 5000 метрах. Вскоре по окончании этих соревнований принял решение завершить карьеру профессионального спортсмена.
Скончался 6 марта 2019 года в Екатеринбурге. Похоронен на Широкореченском кладбище.